# Kościół św. Wojciecha w Wojciechowicach
Kościół świętego Wojciecha – rzymskokatolicki kościół parafialny należący do dekanatu Ożarów diecezji sandomierskiej.
Obecna świątynia została wzniesiona w stylu gotyckim z kamienia w 1362 roku przez Wojsława herbu Wilczekosy, kanonika sandomierskiego, dziedzica sąsiedniej wsi Mikułowice. W pierwszej połowie XVII stulecia została dobudowana kaplica Matki Boskiej, ufundowana przez Hermolausę Ligęzę, podskarbiego koronnego i jego żonę Annę z Jakubowic. Budowla składa się z małego kwadratowego prezbiterium i szerszej prostokątnej nawy z kaplicą Matki Boskiej. Do kaplicy i prezbiterium jest dobudowana prostokątna, podpiwniczona dobudówka, w której znajdują się dwie zakrystie. Przy nawie od strony zachodniej jest umieszczona nowa kruchta. Prezbiterium jest nakryte sklepieniem krzyżowo-żebrowym ze zwornikiem z herbem Wilczekosy, zakrystie są nakryte sklepieniem kolebkowym. Świątynia nakryta jest stromymi dachami dwuspadowymi, nieco obniżonymi, z trójkątnymi szczytami, w których znajdują się szczelinowe, ostrołukowe otwory, nad nawą jest umieszczona późnobarokowa wieżyczka na sygnaturkę. Kaplica Matki Boskiej została zbudowana na planie kwadratu, pod kaplicą mieści się krypta z grobami fundatorów. Na ścianach prezbiterium znajdują się polichromie namalowane przez Wojciecha Gersona w 1891 roku. Ołtarze główny i dwa boczne powstały w pierwszej połowie XIX wieku. W ołtarzu głównym znajduje się tabernakulum w stylu późnobarokowym oraz obraz św. Wojciecha, w lewym jest umieszczony krucyfiks pochodzący z XVIII wieku, w prawym – znajdują się obrazy Matki Boskiej Różańcowej i św. Karola Boromeusza powstałe w pierwszej połowie XIX wieku. Ołtarz główny umieszczony w kaplicy powstał w pierwszej połowie XVIII wieku. Świątynia posiada barokową kamienną chrzcielnicę. Ławki i ambona reprezentują styl rokokowy. Budowla była restaurowana wewnątrz w 1962 roku, natomiast z zewnątrz w 1987 roku.

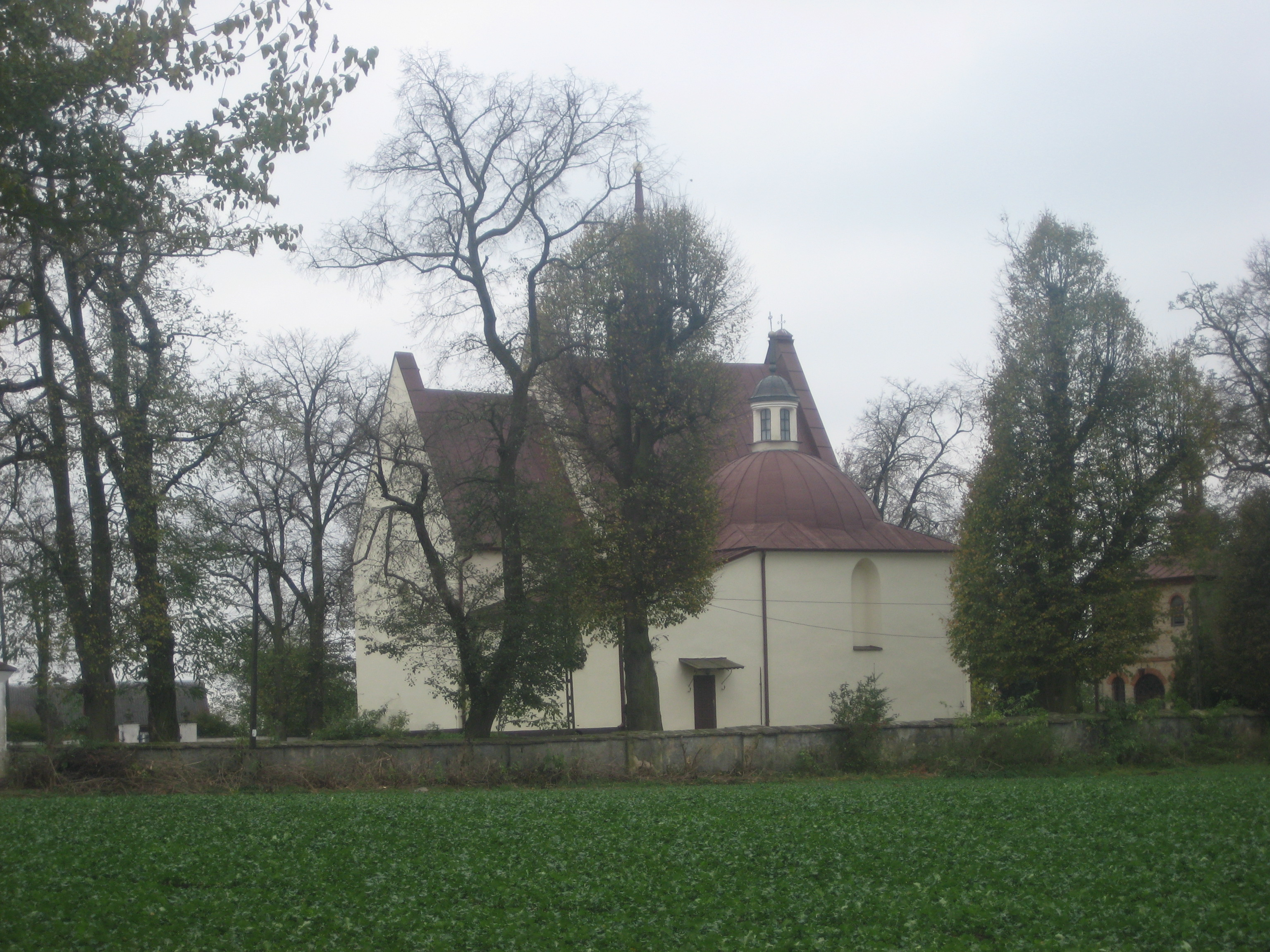
Kościół św. Wojciecha widoczny od strony cmentarza parafialnego